# حالت هواپیما

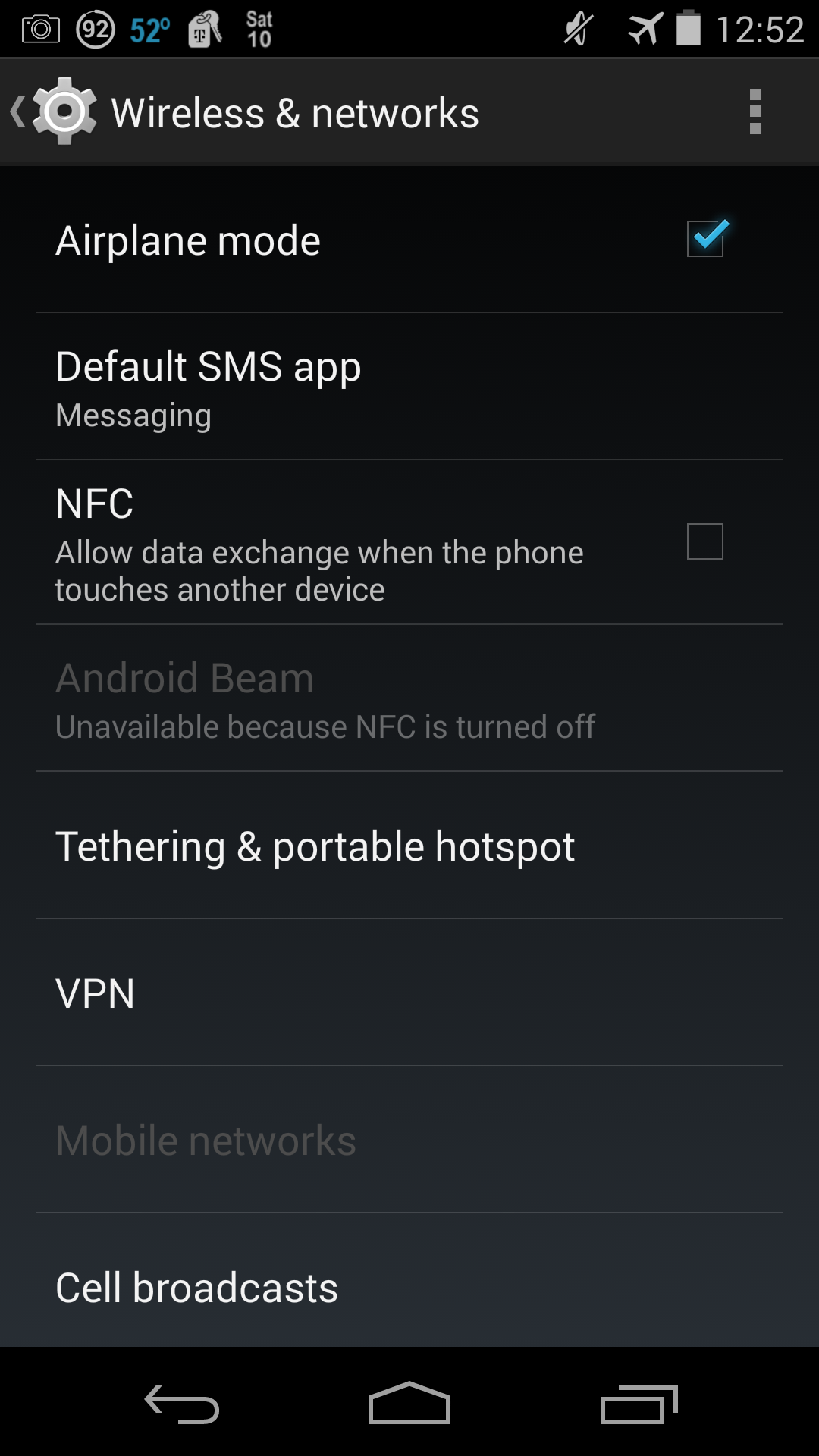
نکسوس 5؛ اندروید 4.4.2، در حالت هواپیما

حالت هواپیما (انگلیسی: Airplane mode) (که به آن حالت پرواز، حالت آفلاین و حالت مستقل نیز گفته می‌شود) یک نوع شیوه تنظیم است که در بسیاری از تلفن‌های هوشمند، رایانه‌های سیار و وسایل الکترونیکی وجود دارد و باعث می‌شود انتقال سیگنال فرکانس رادیویی از کار بیفتد و به دنبال آن بلوتوث و آنتن‌دهی مخابراتی غیرفعال می‌شود. GPS همچنان فعال می‌ماند چون ارتباطی به فرکانس رادیویی ندارد. وای-فای نیز در ابتدای روشن کردن حالت هواپیما غیرفعال می‌شود اما می‌توان آن را مجدد روشن کرد و تنها روش استفاده از اینترنت در زمان فعال بودن حالت هواپیما استفاده از وای-فای است.
به این علت نام حالت هواپیما انتخاب شده‌است چون اکثراً در هواپیماها استفاده از وسایلی که امواج رادیویی انتقال می‌دهند ممنوع است.